# Daniel Cargnin
Daniel Cargnin (Nova Palma, 1930-2002) fue un sacerdote católico, y aficionado paleontólogo autodidacta brasileño.
Hecho grandes contribuciones a la paleontología actuando en geoparque Paleorrota. Vivió en Santa María entre 1964 y 1969, lo que contribuye a la colección en Paleontología del Museo Vicente Pallotti.
En 1969, junto con el sacerdote Abraham Cargnin, su hermano gemelo, se creó el museo de paleontología PUCRS y UFRGS.
En 1976 se trasladó a la ciudad de Mata, lo que contribuyó en gran medida a la preservación de los fósiles de la región.
En su honor se creó con el padre Asociación Cargnin Daniel (APEDAC), que tiene como objetivo difundir el geoparque Paleorrota. La ciudad de Mata también recibió Museo Sacerdote Daniel Cargnin. El Sitio Paleontológico Padre Daniel Cargnin es un homenaje a sus contribuciones. Varios fósiles fueron nombrados a lo honra como cinodonte mamaliano Therioherpeton cargnini.
Fue enterrado en la ciudad de Mata.